# BMW K 1200 GT
Die BMW K 1200 GT ist ein Motorrad des deutschen Herstellers BMW AG. Der Sporttourer zeichnet sich durch einen leistungsstarken Motor, guten Windschutz, komfortable Sitzposition und ein gutes Fahrwerk aus. GT steht für Grand Tourismo und symbolisiert laut BMW kultivierte Sportlichkeit verbunden mit hohem Tourenkomfort für die Besatzung. Die Modellcodes der zwei Generationen lauten K41 und K44.

## 1. Generation (K41, 2002–2005)
Von der BMW K 1200 GT gibt es genau genommen zwei völlig verschiedene Motorräder. Die erste Version wurde auf der Intermot 2002 vorgestellt. Diese basierte auf der praktisch baugleichen BMW K 1200 RS; unter anderem sind der Motor, das Fahrwerk und die Bremsen mit denen der RS baugleich. Die wichtigsten Unterschiede zur BMW K 1200 RS sind: Eine (elektrisch verstellbare) höhere Windschutzscheibe, Verbreiterungen an der Karosserie im Hand- und Beinbereich, sowie serienmäßige in Karosseriefarbe lackierte Seitenkoffer. Dazu ist die Geräuschkulisse dezenter als auf der RS. Weitere Pluspunkte sind mehr Sitzkomfort dank besser platzierter Lenkerhälften und einer höheren Sitzbank, die einen angenehmeren Kniewinkel ermöglicht.
Diese Version verfügte über den längs verbauten Reihenvierzylindermotor (Flying Brick genannt) und wurde serienmäßig mit Integral-ABS von FTE automotive ausgeliefert. Der Motor ist ein Nachfolger des K 100-Triebwerks von 1983 mit moderner Technik wie z. B. Saugrohreinspritzung, G-Kat, vorbildlich niedrigen Emissionswerten und respektablen Verbrauchswerten (6 Liter auf 100 km).
Die Produktion der 1. Generation wurde 2005 eingestellt.

### Kritik
„Ein echter Langhuber. Und eine Dampfmaschine wie aus dem Bilderbuch. Drückt quasi ab Standgas los wie ein Ochse und reagiert dabei seidenweich auf Befehle der Gashand, was Lastwechselreaktionen in erstaunlich angenehmen Grenzen hält. Auf der Landstraße spielt sich eigentlich alles im Bereich zwischen 3000 und 5000/min und den Gängen fünf und sechs ab, eine eindrucksvolle Demonstration von Kraft. Über seinen gesamten Drehzahlbereich artikuliert sich der Vierzylinder dabei ganz schön kernig, vor allem das Triebwerk der GT rappelt deftig. Von den teils deftigen Vibrationen bekommt der Fahrer gottlob nur wenig mit, weil die Antriebseinheit nebst Kardan im Alubrückenrahmen komplett in Gummi gelagert ist. Treibt zwar das Gewicht in die Höhe, schont aber die Nerven der Besatzung, insbesondere auf längere Sicht, wofür eine K in jeder Hinsicht konzipiert wurde. Für die große Tour eben.
Was immer wieder erstaunt, ist weniger die Handlichkeit dieser Dampfer – sie liegt in Anbetracht des hohen Gewichts auf durchschnittlichem Niveau – sondern die Neutralität, mit der eine K auch enge Ecken nimmt. Alles geht einem im wahrsten Sinne des Wortes leicht von der Hand, Kuppeln ist ein Kinderspiel und – dank des Bremskraftverstärkers – auch vehementes Verzögern. Natürlich, am wohlsten fühlen sich die BMWs auf schnellen, gut ausgebauten Strecken, wenn sie ihre Muskeln richtig spielen lassen können. Aber selbst holperige Pässe erstürmen diese Brocken souverän. Zeichen dafür, dass die K gut ausbalanciert sind. Und dass BMW eine formidable Erstbereifung gewählt hat: Bridgestone BT 020, in der Sonderspezifikation CC. Damit fahren die beiden – für ihre Schwergewichtsklasse – erstaunlich zielgenau, stellen sich auch beim forcierten Bremsen in Schräglagen hinein nur minimal auf. Und nötigten ihren Fahrern immer wieder ein breites Grinsen ab.“

## 2. Generation (K44, 2006–2008)
Die ab 2006 ausgelieferte K 1200 GT ist ein völlig neues Motorrad. Geblieben sind lediglich die Bezeichnung und die dahinter stehende Philosophie Grand Tourismo. Hinter der wesentlich kantigeren Karosserie verbirgt sich der quer eingebaute Vierzylindermotor aus der K-1200-S- bzw. K-1200-R-Baureihe, wobei dieser für mehr Drehmoment und weniger Spitzenleistung ausgelegt ist. Zudem verfügt dieses Modell über das Teilintegral-ABS von Continental Teves (ohne Bremskraftverstärker).
Die zweite Generation der K 1200 GT wurde Ende 2008 durch die BMW K 1300 GT abgelöst.